# Evangelische Stadtkirche (Hornberg)

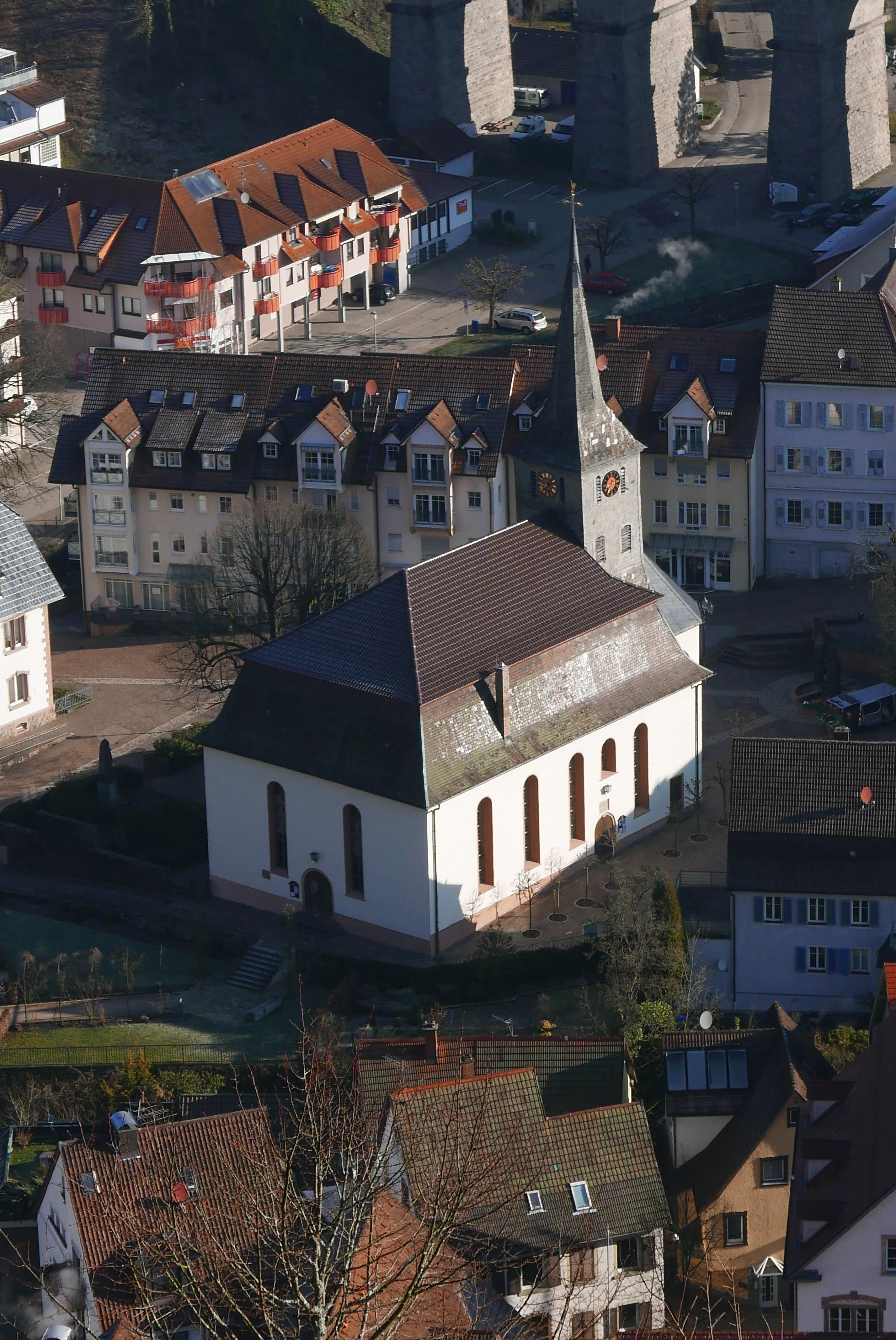
Evangelische Stadtkirche in Hornberg

Die evangelische Stadtkirche (Johannes-Täufer-Kirche) steht in Hornberg, einer Stadt im Ortenaukreis in Baden-Württemberg. Die Kirchengemeinde gehört zum Kirchenbezirk Ortenau der Evangelischen Landeskirche in Baden. Das Bauwerk ist beim Landesamt für Denkmalpflege Baden-Württemberg als Baudenkmal eingetragen.

## Beschreibung
Der Vorgängerbau wurde 1602/03 nach einem Entwurf von Heinrich Schickhardt unter Beibehaltung des spätgotischen Chors erweitert. Die Saalkirche besteht aus einem Langhaus, das mit einem Mansarddach bedeckt ist, und einem eingezogenen, dreiseitig geschlossenen Chor im Osten, zwischen denen der mit einem spitzen Helm bedeckte Kirchturm eingezwängt ist. Sein oberstes Geschoss beherbergt die Turmuhr, das Geschoss darunter den Glockenstuhl. 
Im Innenraum des Chors wurden 1953/55 Wandmalereien freigelegt. Das Fragment einer spätgotischen Glasmalerei hat um 1480 Peter Hemmel von Andlau geschaffen. Die Orgel auf der Empore wurde 1887 von H. Voit & Söhne gebaut.